# Czarny Kierz

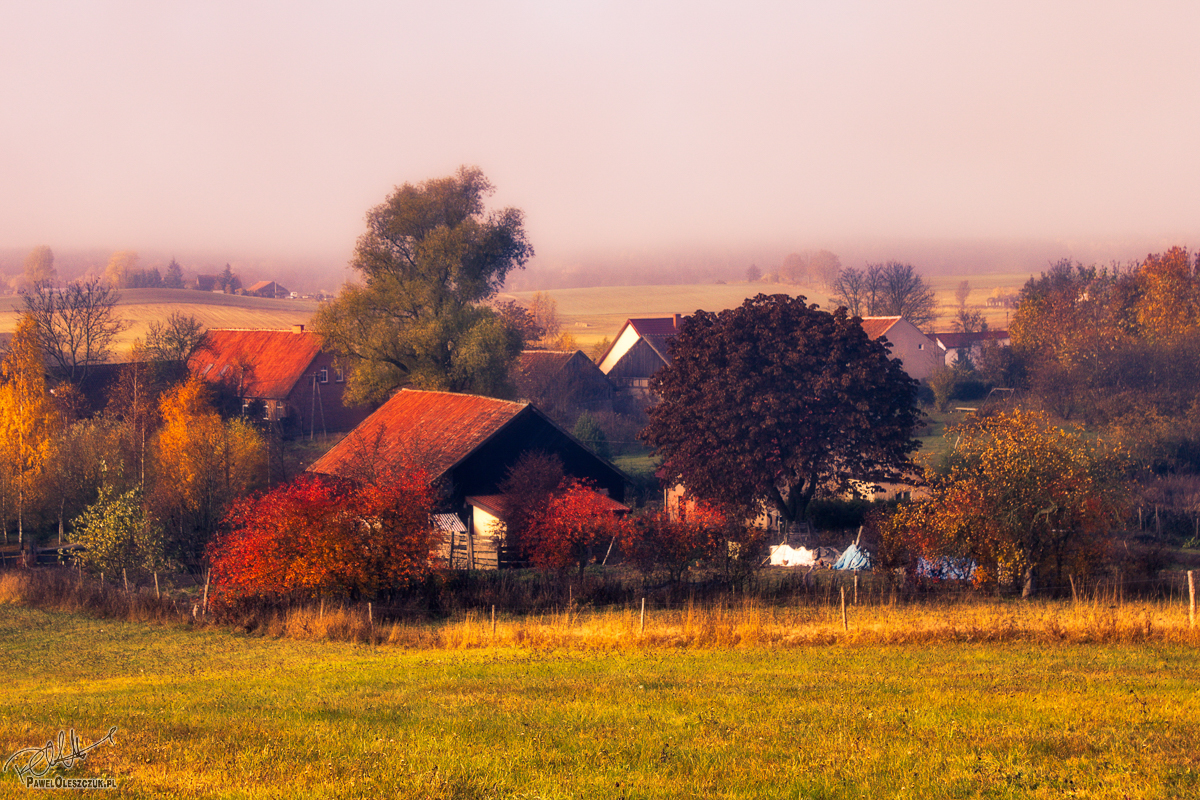
Czarny Kierz jesienią

Czarny Kierz (niem. Blumenau) – wieś w Polsce, położona w województwie warmińsko-mazurskim, w powiecie lidzbarskim, w gminie Kiwity.
W latach 1975–1998 miejscowość należała administracyjnie do województwa olsztyńskiego.
12 listopada 1946 r. nadano miejscowości polską nazwę Czarny Kierz.
W miejscowości był przystanek kolejowy Czarny Kierz.